# 跳蹬站 (铁路)
跳蹬站位于重庆市大渡口区跳磴镇，是小西铁路上的车站。车站由成都局集团兴隆场车站管辖，设有4条股道，仅办理列车会让作业:83，不办理客货运业务，为五等站。

## 历史
跳蹬站所在线路作为中梁山煤矿专用线的一部分建于1960年，1965年移交重庆铁路分局管辖。1970年代小梨线划入重庆铁路枢纽后，铁路部门修建了连接重庆西编组站（人和场）和成渝、川黔铁路的南疏解线，于1975年完成铺轨，1980年10月交付运营:316，本站为其中间站。其中南疏Ⅰ线（西跳Ⅰ线）北起重庆西站，经本站和白沙沱长江大桥至珞璜站，全长9.18公里；南疏Ⅱ线（西跳Ⅱ线）自重庆西经本站至石场站止，全长13.08公里:82。南疏解线在本站和重庆西站区间设有“S形”展线。
跳蹬站原由重庆车务段管辖:300，1999年5月7日划归重庆西编组站（现兴隆场车站）。
2010年代重庆铁路枢纽货运功能外迁，在中梁山西侧新建编组兴隆场站并建设兴珞铁路连接枢纽南北各干线，中梁山东侧线位改建为客运渝黔铁路。代替老重庆西站编组功能的兴隆场站于2014年7月投用，出入重庆枢纽的大部分货车不再经过本站。本站至原重庆西站线路亦于之后拆除，小梨线终点站由梨树湾站缩短至新重庆西站并更名小西线，但本站以南线路并未拆除。
2019年12月，车站进行信号改造工程。